# Odd Nansen
Odd Nansen (6. prosince 1901 Bærum – 27. června 1973 Oslo) byl norský architekt, známý svými humanitárními aktivitami.

## Životopis
Byl synem polárního badatele Fridtjofa Nansena a operní pěvkyně Evy Nansenové. Vystudoval Norský technologický institut v Trondheimu a v roce 1931 založil vlastní architektonické studio. K jeho významným projektům patří sídlo společnosti Siemens v Linderudu a letiště Fornebu. Věnoval se také literární, výtvarné a divadelní činnosti.
V roce 1936 založil organizaci Nansenhjelpen, pomáhající židovským uprchlíkům z Nacistického Německa a jím okupovaných území. V roce 1939 založil v norské metropoli útulek pro židovské děti. Pobýval v Praze a před vypuknutím války podařilo se mu dostat za hranice kolem dvou set dospělých a čtyři desítky dětí (byl mezi nimi i psychiatr Leo Eitinger). V roce 1940 založil fond pro válečné oběti Nasjonalhelpen. Po okupaci Norska byl uvězněn v koncentračním táboře. Po válce byl jedním za zakladatelů UNICEF a byl aktivní v hnutí za vytvoření světové federace. V roce 1970 obdržel Řád svatého Olafa. 
Jeho syn Eigil Nansen byl také architekt. Zapaloval olympijský oheň při Zimních olympijských hrách 1952 v Oslu.

## Knihy
V roce 1949 vydal svůj deník z koncentračního tábora Fra dag til dag (Ze dne na den).
Vzpomínky na setkání s malým chlapcem v koncentračním táboře Sachsenhausen vydal v roce 1970 v knize Tommy - skutečný příběh. Chlapec zázrakem přežil, en:Thomas Buergenthal se stal soudce Mezinárodního soudního dvora a o setkání s Nansenem píše ve svých memoárech Bez štěstí nepřežiješ. Vydal také knihu vzpomínek Langs veien: Opplevelser, møter og samtaler (Podél cesty. Zážitky, setkání a rozhovory).